# Bad Jubies
〈Bad Jubies〉는 카툰 네트워크의 애니메이션 시리즈 《핀과 제이크의 어드벤처 타임》의 일곱 번째 시즌 스무 번째 에피소드이다. 대한민국 방영 명칭은 〈먹구름 스타일〉이다. 스톱모션 기법을 활용한 이 에피소드는 커스틴 레포어가 1년여간에 걸쳐 제작하였다. 2016년 1월 14일 첫 방영되었다.

## 줄거리
들판에서 놀고 있던 핀, 제이크, LSP는 비모가 전해주는 폭풍우 비상 경고 알람을 듣고는 임시 대피소를 만들기로 결정한다. 핀, LSP, 비모는 열심히 대피소를 짓지만, 제이크는 도와주기는커녕 한가롭게 자연 속에서 사색을 하며 시간을 보낸다. 폭풍이 몰아치고 넷은 대피소 안으로 들어온다. 그러나 오랜 시간 안에 갇혀있는 탓에 모두 서로에게 짜증을 내기 시작한다. 식량이 떨어지고, 문이 부서지고, 전기까지 나간 상황에서 제이크는 자신이 바깥에서 모은 것들을 모두에게 보여준다. 바로 자연의 소리였다. 제이크는 비트박스를 통해 새소리 등을 내며 노래를 부른다. 그 순간 폭풍(성우: 케빈 마이클 리처드슨)이 대피소 안으로 들어닥치고, 제이크를 포함한 넷은 자연의 소리를 통해 폭풍을 진정시킨다.

## 제작
〈Bad Jubies〉는 다섯 번째 시즌의 〈A Glitch is a Glitch〉, 여섯 번째 시즌 〈Food Chain〉과 〈Water Parks Prank〉에 이어서 외부 게스트가 제작한 네 번째 에피소드이다. 2014년 샌디에이고 코믹콘에서 켄트 오즈본은 《어드벤처 타임》에서 스톱모션 에피소드를 제작하고 있다는 사실을 처음으로 밝혔다. 2014년 10월 24일에는 메릴랜드 인스티튜트 칼리지 오브 아트와 캘아츠의 동문인 커스틴 레포어가 자신의 트위터를 통해 《어드벤처 타임》의 스토리보드 사진과 함께 ‘새 프로젝트’를 작업 중이라고 글을 남겼다.
2014년 3월, 레포어는 캘아츠의 미술 석사(Master of Fine Arts) 학위 작품으로 《Move Mountain》을 제작하여 공개하였다. 《어드벤처 타임》의 쇼러너인 애덤 무토는 우연히 이 단편 영화를 보게 되었고, 레포어에게 《어드벤처 타임》 제작에 참여할 의향이 있는지를 이메일로 물었다. 무토는 레포어의 작품 속에 《어드벤처 타임》을 연상케하는 정신이 들어있었다고 밝혔다. 레포어와의 이메일에서 무토는 “제작진들은 오래 전부터 스톱모션 에피소드를 제작하고 싶었지만, 적절한 시간을 위해 기다리고 있었다.”라고 말했다. 레포어는 《디 A.V. 클럽》과의 인터뷰에서 “정말로 좋은 기회이자 영광이라고 생각했다. (중략) 이 프로젝트에 참여할 수 있게 되어 정말로 신났다.”라고 말했다. 덧붙여서 레포어는 사실 이전에 《어드벤처 타임》을 시청한 적이 단 한 번도 없었으며, 제작에 참여하기 앞서 작품에 대해 자세히 알기 위해 에피소드를 보기 시작했다고 밝혔다.
〈Bad Jubies〉는 제작에 약 1년이 소요되었다. 5개월에서 6개월 정도는 대본과 스토리보드를 구상하고, 작가들과 함께 줄거리를 만드는데 쓰였다. 레포어는 자신이 이전까지 만들어온 작품에는 대화가 거의 없었기 때문에 등장인물에 어울리는 대사를 제대로 쓸 수 있을지 확신이 없었다고 밝혔다. 레포어는 이를 극복하기 위해 침실에 5주간 혼자 머물며 에피소드 전체의 스토리보드를 완성하였다. 에피소드 승인을 맡은 직후 레포어는 빅 픽스 엔터테인먼트(Bix Pix Entertainment)와 함께 제작진을 구성하였다. 빅 픽스에서는 모든 배경과 사물, 등장인물들을 제작하였고, 레포어는 전체 감독을 맡았다. 제작 도중 레포어는 익숙치 않은 분야에 있어서 여러 기술적인 문제에 맞닥뜨렸다. 가령 인형들이 쓰러지거나 실수로 인해 잘못된 장면이 찍히는 것을 막기 위해 레포어는 여러 기술들을 배워나가기 시작하였다. 또한 시간을 절약하기 위해 총 4개로 구성된 세트 하나당 한 명의 애니메이터를 고용하여 동시에 제작을 진행하였다. 오프닝은 레포어가 혼자서 제작하였다. 레포어는 오프닝에만 등장하는 인물들은 단 몇 프레임만에 지나가기 때문에 ‘빠르게 대충’ 만들었다고 밝혔다.

## 반응
〈Bad Jubies〉는 2016년 1월 14일 방영되었다. 122만 명의 시청자 수를 기록했으며, 18세에서 49세 연령대의 시청자 중 0.3%가 시청하였다.
《디 A.V. 클럽》의 올리버 사바(Oliver Sava)는 에피소드에 ‘A-’ 등급을 주었다. 그는 “창조의 행동이 예술가가 다른 이들로부터 소외감을 느끼게 했지만, 그 (창조의) 결과는 궁극적으로 사람들을 모두 통합시킨다는 사실”을 에피소드가 보여줬다고 말했다. 또한 등장인물들의 행동과 목소리를 스톱모션으로도 자연스럽게 표현해 낸 점에 대해 칭찬했으며, 스톱모션이라는 다른 방법을 이용했음에도 불구하고 시리즈 전체의 흐름에 잘 어울린다고 말했다. 《로스앤젤레스 타임스》의 로버트 로이드(Robert Lloyd)는 3D 애니메이션과 레포어의 애니메이션을 비교하면서, “스톱모션에서 보이는 공간은 진짜이며, 물체 또한 진짜이다. 질감은 모형이 아니라 진짜 질감이며, 빛 또한 진짜이다.”라고 말했다.